# Ernst Chlan
Ernst Chlan, alias „Dr. Langer“ (* 24. Dezember 1912 in Trient, Österreich-Ungarn; † 9. Februar 1992 in Innsbruck), war ein promovierter österreichischer Jurist, SS-Sturmbannführer, SD-Abschnittsleiter für die Stadt Wien, Reiseleiter für Scharnow-Reisen/Dr. Tigges in Norditalien sowie der Chefreiseleiter der TUI auf der Insel Mallorca. Chlans Deckname lautete „Dr. Langer“. Unter diesem Pseudonym fungierte er als Gesprächspartner von Adolf Eichmann in den sogenannten „Sassen-Interviews“.

## Leben
Ernst Chlan wurde am 24. Dezember 1912 in Trient als einziges Kind des Ehepaares Chlan geboren. Infolge der Kriegs- und Nachkriegsereignisse zog die Familie nach Innsbruck. Chlan entstammte einer gutbürgerlichen Familie. Als sein Vater im Jahre 1930 verstarb, hatte er die Position des Magistratsbaudirektor der Stadt Innsbruck inne. Nach seiner Matura im März 1931 besuchte Chlan ab Oktober desselben Jahres die Kadettenschule in Enns. Diese verließ er bereits im März 1932 und begann zum Sommersemester 1932 ein Rechtswissenschaftliches Studium an der Universität Innsbruck. Während des Wintersemesters 1932/1933 lebte und studierte er an der Universität Wien, er trat zum 11. Oktober 1932 der örtlichen NSDAP-Hitlerbewegung (Mitgliedsnummer 1.305.055) und zum 10. desselben Monats der SS bei (SS-Nummer 46.118). Im Dezember 1932 wurde Chlan – als Mitglied der SS-Standarte 37 – zwar nach Innsbruck zurückbeordert, gleichwohl war er bis Ende Februar 1933 in Wien gemeldet. Am 19. Juni 1933 erging für Österreich das NSDAP-Verbot. Chlan unterbrach sein Studium und siedelte auf Befehl der NSDAP in das „Altreich“.
Zunächst fungierte er als Lageraufseher im KZ Dachau, wechselte dann zur Österreichischen Legion nach Lagerlechfeld, um schließlich erneut nach Dachau zurückzukehren – wobei er am Reichsparteitag 1933 teilnahm. Nachdem Chlan ein Großteil des Jahres 1934 im „Altreich“ verbracht hatte, kehrte er im September 1934 nach Österreich zurück, um sein Studium wieder aufzunehmen. Er begab sich im September 1934 erneut nach Wien, wobei er gleichzeitig dem Motorsturm der SS-Standarte 11 angehörte. Ab Juli 1935 versah er wieder seinen Dienst in Innsbruck, nunmehr als SS-Truppführer, Schulungsleiter und Standarten-Adjutant. Ab dem Jahre 1936 arbeitete er für den SD, den Nachrichtendienst der SS. Am 16. März 1938 und damit vier Tage nach dem „Anschluss“ Österreichs absolvierte er an der Universität Innsbruck sein 3. rechtswissenschaftliches Staatsexamen. Dies implizierte den juristischen Doktortitel. Er wurde sofort hauptamtlich in den SD übernommen und arbeitete ab Juni 1938 als SS-Führer beim Stab im Abschnitt Innsbruck (SS-Standarte 87). Im April 1939 wurde Chlan zum SD-Oberabschnitt Donau nach Wien abkommandiert. Im April 1943 erfolgte die Beförderung zum SS-Sturmbannführer. Zu diesem Zeitpunkt war er bereits der Leiter des SD-Abschnitts Wien.
Im Frühjahr 1945 floh er zusammen mit Rudolf Mildner und anderen hochrangigen SS-Angehörigen zunächst nach Innsbruck. Von dort aus verliert sich seine Spur. Im November 1946 erschien Chlan als „Franz Langer“ in Rom. Dort gelang es ihm mit Hilfe des Vatikans und des Komitees vom Internationalen Roten Kreuz (IKRK) über die sogenannte „Rattenlinie“ ein Visum für Südamerika zu erhalten. Im September 1947 schiffte sich Chlan von Barcelona aus nach Brasilien ein, wo er am 20. September 1947 von Bord ging. Chlan begab sich via Paraguay nach Argentinien, wo er in Buenos Aires und Bariloche ansässig wurde. Chlan, nach dem ab 1947 in Österreich staatsanwaltlich gefahndet wurde, ist 1955 begnadigt worden. Während des Jahres 1957 war er in Buenos Aires über Monate hinweg der Interview-Partner von Adolf Eichmann in den „Sassen-Interviews“. In den Sommermonaten 1957 arbeitete er bereits als Reiseleiter für Scharnow in Norditalien. Anfang der 1960er Jahre wurde Chlan aufgrund seiner hervorragenden Spanischkenntnisse (Chlan sprach zudem fließend Französisch und Italienisch) zum Chefreiseleiter von Scharnow und später der TUI auf der Insel Mallorca. Chlan kehrte Anfang der 1970er Jahre nach Österreich zurück und war mindestens bis 1976 in der Tourismusbranche tätig. Er starb am 9. Februar 1992 in Innsbruck. Seine Einwohnermeldekarte beim Magistrat der Stadt Innsbruck ist unauffindbar.

## Eichmann-Prozess nebst Übersetzungsproblematik
Eichmann erklärt am 102. Verhandlungstag (19. Juli 1961), dass es sich bei Dr. Lange in Wirklichkeit um „Dr. Klan“ handele. Die Suche nach „Dr. Langer“/ „Dr. Lange“ bzw. „Dr. Klan“ verlief 76 Jahre erfolglos. Außer Acht gelassen wurde, dass in der deutschen Sprache die Buchstabenkombination „ch“ wie „k“ gesprochen werden kann. Warum Eichmann am 102. Sitzungstag Chlan verriet, ist bisher ungeklärt.

## Tonbandaufnahmen / Filmische Adaption
Die Originalaufnahmen der Tonbänder des „Sassen-Interviews“ – mit der Originalstimme von Chlan – befinden sich im Bundesarchiv in Koblenz.
In dem Film „Eichmanns Ende“ aus dem Jahre 2011 wird Chlan dargestellt von Peter Cieslinski. Fälschlicherweise lautet der Name „Fritz Langer“.

## Miszellen
Die Enttarnung von Chlan gelang einem Forscherinnenteam unter der Leitung von Susanne Benöhr-Laqueur an der HSPV NRW Standort Münster in Zusammenarbeit mit Matthias Gafke im Sommer 2022 anhand eines Foto- und Unterschriftenabgleiches des Visums auf den Namen „Franz Langer“, welches vom IKRK im Jahre 1946 ausgestellt worden war. Nachdem in den Westfälischen Nachrichten im November 2022 ein Artikel über die Enttarnung von Chlan erschienen war, meldete sich eine Zeitzeugin. Sie hatte Chlan als ihren Reiseleiter im Jahre 1957 wiedererkannt und konnte Fotografien als Beweismittel vorlegen.